# آني جاكوبسن
آني جاكوبسن (بالإنجليزية: Annie Jacobsen)‏ هي صحفية أمريكية، ولدت في 28 يونيو 1967.

## وصلات خارجية
- آني جاكوبسن على موقع IMDb (الإنجليزية)
- آني جاكوبسن على موقع قاعدة بيانات الفيلم (الإنجليزية)